# 螣蛇增十四
仙后座4，又名BD+61 2444，HD 220652、SAO 20614、HR 8904，是仙后座的一颗恒星，视星等为4.98，位于銀經113.05，銀緯1.08，其B1900.0坐标为赤經23h 20m 23.5s，赤緯+61° 1.08′ 2″。